# Asparagus tenuifolius
Espèce
Statut de conservation UICN

 LC  : Préoccupation mineure
L'Asperge à feuilles ténues (Asparagus tenuifolius) est une espèce de plante du genre Asparagus et de la famille des Asparagacées.
L'Asperge à feuilles ténues est une plante d’Europe méridionale. En Suisse, on la rencontre au Tessin et dans le val Mesolcina.